# Самурай Чамплу
«Самурай Чамплу» (яп. サムライチャンプルー Самурай Тямпуру:, Samurai Champloo) — аниме-сериал Синъитиро Ватанабэ. Также существует одноимённая манга, адаптация сериала. Фактически это два разных проекта, основные персонажи которых совпадают, но сюжетные линии расходятся.
Действие «Самурая Чамплу» происходит в феодальной Японии эпохи Эдо, однако конкретное время условно, этот мир в версии Ватанабэ наполнен огромным количеством анахронизмов и отсылок к современной культуре. Таким образом, например, некоторые события говорят о середине XVII века, когда появляются такие исторические фигуры как Хисикава Моронобу (5 серия), в то время как другие указывают на конец XVIII века, а в 19 серии даже мельком показывается картина Эжена Делакруа «Свобода, ведущая народ», написанная в 1830 году.

## Этимология названия
Слово «чамплу» происходит от искажённого окинавского «тямпуру», что означает «смешанный». В основном это слово употребляется в смысле смешивания пищевых продуктов, но может иметь и более общий смысл: нечто, придумываемое прямо на ходу, быстрая импровизация. Это название соответствует стилю всего аниме: самураи то носят традиционную одежду, то спортивные костюмы, крестьяне по утрам бегают трусцой, а по улицам расхаживают то традиционные якудза, то с зелёными панковскими ирокезами. Завершает впечатление саундтрек, состоящий в основном из композиций в жанре хип-хоп. Русскоязычный аналог названия аниме: «Самурайский винегрет».

## Персонажи
Мугэн (яп. 無幻 Мугэн) — девятнадцатилетний свободолюбивый, прямолинейный и дерзкий бродячий мечник с одного из небольших Окинавских островов архипелага Рюкю, существовавшего для ссылки заключённых. Преступник и пират, владеющий нетрадиционным для Японии боевым искусством — капоэйрой. Синъитиро Ватанабэ говорил, что изначально задумывал стиль боя Мугэна как использование брейк-данса и был поражён, когда узнал, насколько он схож с боевым искусством капоэйрой. На спине Мугэн носит меч, который имеет проработанный эфес и поперечную защиту. Также в основании ножен меча имеется спрятанный кинжал (танто). Меч он носит нелегально, в отличие от Дзина, который принадлежит к самурайскому классу. Большая часть его прошлого окутана тайной. Известно, что он был рождён в колонии для заключённых. Однако Мугэн говорит, что никогда не знал своих родителей. Татуировки на руках и ногах говорят о том, что он делал их как состоявшийся преступник и заключённый. В одном из эпизодов он записывает своё имя как ∞ (яп. 無限) — имя Мугэн является омофоном с японским словом «бесконечность».
Сэйю: Кадзуя Накаи
Дзин (яп. 仁 Дзин) — двадцатилетний хладнокровный и невозмутимый бродячий ронин. Он ведёт себя в традиционной стоической манере самурая эры Токугава. Используя традиционные катану и вакидзаси, которые он носит в традиционной манере на поясе, Дзин борется в самурайском стиле кэндзюцу, которому обучался большую часть своей жизни в известной школе самураев. Дзин носит очки (которые фактически ему не нужны, они лишь для вида) — доступный, но редко встречающийся аксессуар эры Эдо в Японии. Про его прошлое мало что известно, кроме его углублённого обучения кэндзюцу, однако его камон имеет явное сходство с семейным гербом Клана Такэда, что говорит о том, что он из благородной семьи. Его родители умерли, когда он был ещё ребёнком, после чего Дзин стал тренироваться в додзё. Будучи лучшим учеником в кэндзюцу, Дзин, когда ему было восемнадцать лет, в целях самозащиты убил своего сэнсэя, легендарного Энсиро, который выходил победителем из тысячи боёв. После этого Дзин бежал из додзё и стал ронином. С тех пор он путешествовал, а многие его бывшие соратники, которые полагали, что он предал своего учителя, желали его смерти.
Сэйю: Гимпэй Сато
Фуу (яп. 風 Фу:) — юная и смелая девушка пятнадцати лет. Фуу встречает Мугэна и Дзина и просит их помочь ей найти самурая, пахнущего подсолнухами. Однако она никогда не объясняет, как он выглядит или как пахнут подсолнухи. Белка-летяга, которую зовут «Momo» («персик» в японском языке, а также сокращение слова «momonga», обозначающего «белка-летяга»), сопровождает её на протяжении всего пути. Белка, как правило, живёт в кимоно Фуу и часто выпрыгивает наружу, когда у героини появляются проблемы. Фуу отличается невероятным аппетитом, любит вкусно поесть и способна за короткое время до неузнаваемости располнеть. Всю жизнь Фуу жила с матерью, полагая, что её отец мёртв. Впоследствии мать умерла от болезни, однако перед смертью сказала, что отец Фуу, скорее всего, ещё жив и что он ушёл от них, когда Фуу была ещё совсем маленькой. С тех пор она решила, что обязательно найдёт его, однако одной ей не хватало храбрости, чтобы отправиться в путь. И вот когда она повстречала Мугэна и Дзина, Фуу наконец решилась отправиться на поиски.
Сэйю: Аяко Кавасуми

## Сюжет
«Самурай Чамплу» — это история трёх незнакомцев, которые вместе путешествуют по Японии в период Эдо: Мугэна — бродячего искусного мечника и бывшего пирата, Дзина — невозмутимого, стоического и мастерского ронина, и Фуу — юную и смелую девушку, мечтающую найти загадочного самурая, пахнущего подсолнухами.
| Зрительский рейтинг                    | Зрительский рейтинг                    | Зрительский рейтинг                    |
| (на 28 февраля 2009 г. для ТВ-сериала) | (на 28 февраля 2009 г. для ТВ-сериала) | (на 28 февраля 2009 г. для ТВ-сериала) |
| -------------------------------------- | -------------------------------------- | -------------------------------------- |
| Сайт                                   | Оценка                                 | Голосов                                |
| AniDB                                  | · ссылка                               | 6701                                   |
| Anime News Network                     | · ссылка                               | 4631                                   |
| IMDb                                   | · ссылка                               | 2720                                   |

### Обстановка и стиль
"Самурай Чамплу" использует смесь исторических фонов периода Эдо с современными стилями и ссылками. Сериал основан на фактических событиях Японии эпохи Эдо, таких как Симабарское восстание ("Карма и возмездие", "Круговорот судеб. Часть 1"); голландская эксклюзивность в эпоху, когда указ ограничивал международные отношения Японии ("Рыжий чужеземец"); Укиё-э картины ("Полное равнодушие"); и вымышленные версии реальных личностей Эдо, таких как Мария Энсиро - Миямото Мусаси ("Круговорот судеб. Часть 2").

### Исторический контекст и западное влияние
В эпизоде 5 ("Полное равнодушие") Фуу похищает знаменитый художник укиё-э Хисикава Моронобу. 
Что касается западного влияния, то на развитие сериала, а также на его саундтрек повлияла музыка в стиле хип-хоп. В конце 5 эпизода Винсент Ван Гог упоминается в связи с укиё-э картинами Хисикавы Моронобу. Хип-хоп певец бросает вызов главным героям в эпизоде 8 ("Самомнение") и повсюду использует брейк-данс. В эпизоде 18 ("Пером и мечом") надписи граффити, культурно западная форма искусства, выполняется персонажами как художественное выражение и форма письма. В конце эпизода Мугэн пишет свое имя на крыше Замка Хиросимы, дворца "Даймё" в Японии периода Эдо.
Эпизод 23 ("Единство мяча и души") сталкивает главных героев в бейсбольном матче против Александра Картрайта и команды американских бейсболистов, пытающихся объявить войну Японии.

## Саундтрек

### Открывающая тема
Nujabes feat. Shing02 — «Battlecry» (входит в альбомы Departure, Katana)

### Закрывающие темы
- MINMI — «Shiki no Uta» (входит в альбомы Departure, Katana) звучит в финале каждого эпизода.
- MINMI — «Who’s Theme» (входит в альбом Impression) звучит в финале 12-я серии.
- Tsutchie feat. Kazami — «You» (входит в альбом Masta) звучит в финале 17-я серии.
- Tsutchie feat. Azuma Riki — «FLY» (входит в альбом Playlist) звучит в финале 23-я серии
- Midicronica — «San Francisco» (входит в альбом #501) звучит в финале 26-я серии.

### Список песен, не вошедших в официальный саундтрек
- Мугэн в 14-й серии тонет под песню Ikue Asazaki — «Obokuri-Eemui»
- История айнского странника Окуру в 17-й серии сопровождается песней Umeko Ando — Pekanpe UK. Инструментальное соло в той же серии — это попурри из исполненных музыкантом Оки Кано на тонкори инструментальных каверов на песни «Susuriuka» и «Uchaore».

17-я серия Samurai Champloo посвящена памяти Умэко Андо, умершей в июле 2004 года.
- В 18-й серии братья Нива отправляются рисовать граффити на замке Хиросима под песню Force of Nature — «Hiji Zuru STYLE»
- Японскую народную песню «Kuzunoha no Kowakare» в 20-й серии исполняет слепая (годзэ)  девушка Сара аккомпанируя себе на сямисэне.